# 千葉県道路愛称名
千葉県道路愛称名（ちばけんどうろあいしょうめい）とは、千葉県が県内大プロジェクト拠点あるいは観光地と連結する広域的幹線対象の「道路愛称づくり運動」を行うこととし、1987年（昭和62年）度および、1988年（昭和63年）に県内有識者により設置した千葉県道路愛称制定委員会により、24の道路に愛称を制定したもの。
愛称名を制定された道路は1987年より正式に千葉県の道路愛称名として使用されているが、それ以前からも街道として幅広く呼ばれていたものもある。しかし、東金街道は、古くは船橋から東金に通ずる御成街道が東金街道と称されていたが、現在は国道126号の東金-千葉であるなど、この制定によって古くから呼ばれていたものとは異なる愛称も存在する。

## 1987年度制定
| 通称名             | 路線名                                                                                 | 起点側端点                                       | 終点側端点                            | 指定区間延長 |
| 水戸街道           | 国道6号                                                                                | 松戸市上矢切（新葛飾橋）                         | 我孫子市北新田（大利根橋）            | 22.9km       |
| 木下街道           | 千葉県道59号市川印西線                                                                 | 市川市鬼越2丁目（国道14号交点）                  | 印西市大森（国道356号交点）           | 23.2km       |
| 成田街道           | 国道296号 国道51号                                                                     | 船橋市前原西（中野木交差点）                     | 成田市寺台（寺台インター）            | 37.4km       |
| 千葉街道           | 国道14号                                                                               | 市川市市川3丁目（市川橋）                        | 千葉市中央区中央2丁目（広小路交差点） | 25.5km       |
| 佐倉街道           | 国道51号 千葉県道65号佐倉印西線                                                        | 千葉市中央区中央2丁目（広小路交差点）            | 佐倉市海隣寺町（海隣寺交差点）        | 19.0km       |
| 東金街道           | 国道126号                                                                              | 東金市台方（国道128号交点）                      | 千葉市中央区中央2丁目（広小路交差点） | 24.8km       |
| 大網街道           | 千葉県道20号千葉大網線                                                                 | 千葉市中央区神明町（国道16号交点）               | 大網白里市経田（国道128号交点）       | 23.2km       |
| 茂原街道           | 千葉県道14号千葉茂原線                                                                 | 千葉市中央区浜野町（茂原街道入口・国道16号交点） | 茂原市高師（国道128号交点）           | 22.5km       |
| 長狭街道           | 千葉県道34号鴨川保田線                                                                 | 鴨川市横渚（国道128号交点）                      | 鋸南町保田（国道127号交点）           | 26.5km       |
| 房総フラワーライン | 千葉県道257号南安房公園線 国道410号 千葉県道251号千倉港線 千葉県道297号和田丸山線 など | 館山市館山下町交差点                             | 南房総市和田町（国道128号交点）       | 46.3km       |

## 1988年度制定
| 通称名               | 路線名                                                                 | 起点側端点                                 | 終点側端点                                 | 指定区間延長 |
| 内房なぎさライン     | 国道127号 千葉県道302号館山富浦線 館山市道3106号 千葉県道250号館山港線 | 木更津市桜町2丁目（国道16号交点）          | 館山市沼（千葉県道257号南安房公園線交点）  | 54.0km       |
| 外房黒潮ライン       | 国道128号                                                              | 館山市北条（国道410号交点）                | 一宮町東浪見（千葉県道30号飯岡一宮線交点） | 73.0km       |
| 九十九里ビーチライン | 千葉県道30号飯岡一宮線 九十九里有料道路                                | 旭市飯岡（国道126号交点）                  | 一宮町東浪見（国道128号交点）              | 58.9km       |
| 利根水郷ライン       | 国道356号 千葉県道・茨城県道170号我孫子利根線                          | 銚子市唐子町（国道126号交点）              | 我孫子市青山（国道6号交点）                | 94.9km       |
| 流山街道             | 千葉県道5号松戸野田線 茨城県道・千葉県道17号結城野田線                 | 松戸市松戸（千葉県道38号松戸停車場線交点） | 野田市関宿台町（境大橋・茨城県境）         | 38.0km       |
| 松戸街道             | 千葉県道1号市川松戸線                                                  | 市川市市川（国道14号交点）                 | 松戸市小山（国道6号交点）                  | 4.6km        |
| 大多喜街道           | 国道297号                                                              | 市原市八幡海岸通（国道16号交点）           | 勝浦市墨名（旧国道128号交点）              | 50.0km       |
| 房総横断道路         | 国道409号 国道128号                                                    | 木更津市長須賀・国道16号交点）             | 一宮町東浪見（千葉県道30号飯岡一宮線交点） | 45.9km       |
| 房総スカイライン     | 千葉県道92号君津鴨川線 千葉県道24号千葉鴨川線                          | 君津市内箕輪（国道127号交点）              | 鴨川市横渚（国道128号交点）                | 35.7km       |
| 久留里街道           | 千葉県道13号市原茂原線 千葉県道24号千葉鴨川線 国道410号                | 市原市姉崎海岸交差点（国道16号交点）       | 君津市笹（千葉県道92号君津鴨川線交点）     | 39.0km       |
| 清澄養老ライン       | 千葉県道81号市原天津小湊線 千葉県道24号千葉鴨川線 国道410号            | 市原市牛久（国道409号交点）                | 鴨川市天津（国道128号交点）                | 37.8km       |
| 芝山はにわ道         | 千葉県道62号成田松尾線 千葉県道58号松尾蓮沼線                          | 成田市寺台交差点（国道51号交点）           | 山武市蓮沼ロ（千葉県道30号飯岡一宮線交点） | 35.9km       |
| 佐原街道             | 国道51号                                                               | 成田市寺台インター（国道51号交点）         | 香取市水郷大橋（茨城県境）                 | 23.3km       |
| 空港通り             | 国道295号                                                              | 成田市寺台インター（国道51号交点）         | 成田国際空港                               | 5.7km        |